# Jørgen Kühl
Jørgen Kühl (født 20. oktober 1965 i Rendsborg) tiltrådte 1. august 2006 som rektor for A.P. Møller Skolen i Slesvig. Han gik på førtidspension i 2021 på grund af helbredsproblemer.
Han er student fra Duborg-Skolen i Flensborg 1985, værnepligtig og konstabel i det danske flyvevåben 1985-86, cand.phil. i historie fra Aarhus Universitet 1990 og ph.d. sammesteds 1994. Han er gift med Katherine Bieker Kühl, som stammer fra USA. Sammen har de to sønner, Anders og Erik Kühl. 
Han har arbejdet inden for undervisning, forskning og museer. Således var han Danevirke Museums første leder 1990-1999. I årene 1999-2006 var han direktør for Institut for Grænseregionsforskning, fra 2004 tillige institutleder ved Syddansk Universitet. Har haft ansvar for udviklingen af den grænseoverskridende bachelor- og kandidatuddannelse i "European Studies" ved Syddansk Universitet (udbudt fra 2006). Ekstern lektor i europæisk samtidshistorie ved Århus Universitet 1998-99 og ved Flensborg Universitet og Syddansk Universitet 2006-07. Undervist på Duborg-Skolen 2006-08. Han har forelæst på en lang række universiteter og videnskabelige konferencer i Europa og Nordamerika. Har holdt over 350 foredrag og forelæsninger. Desuden har han bl.a. været konsulent for EU, Europarådet og Irlands uddannelsesstyrelse samt varetaget tillidshverv i nationale og internationale sammenhænge. 
Han er ekspert i dansk/tysk og europæisk samtidshistorie (lektorbedømt i tysk historie og kulturhistorie ved Københavns Universitet 1998 og professorbedømt i moderne europæisk historie 2005) med speciale i mindretalsforhold. Han har skrevet, redigeret og bidraget til ca. 250 publikationer og over 25 konferenceindlæg på dansk, engelsk, tysk, polsk og slovensk, herunder bl.a. bøgerne om mindretalspolitik.
Ud over rektoratet på A.P.Møller Skolen i Slesvig har Kühl fra 2018 et professorat i mindretalsforskning ved Europa-Universität Flensburg, og han er bestyrelsesformand for Det Europæiske Center for Mindretalsspørgsmål (ECMI) i Flensborg.

## Udgivelser
- Tyskere i Øst (1997)
- SSW – Dansksindet politik i Sydslesvig 1945-1998 (1998)
- Danevirke – Nordens største fortidsminde (1999)
- The Federal Union of European Nationalities. An Outline History 1949-1999 (2000)
- Den dansk-tyske mindretalsmodel og Europa (2003)
- Ein europäisches Modell? (2005)
- København-Bonn Erklæringerne (2005)
- Minority Policy in Action (2005)
- Vom nationalen Konflikt zur Friedlichen Koexistenz und Kooperation. (2006)
- Mindretalsmodel i Krise. (2012)
- SSW. Det danske mindretals politiske historie 1945-2014 (2014)
- The Danish language in education in Germany (2018)
- Klaar Kiming. Festschrift für Thomas Steensen (2018)
- Sønderjysk genforening / The Reunification of Southern Jutland 1920-2020 (2020)
- SSW. Det danske mindretals politiske historie 1945-2014 (2014)